# مجيريا
مجيريا إحدى قرى مركز أشمون التابع لمحافظة المنوفية بجمهورية مصر العربية، من أعلامها الممثل سعيد صالح.

## التاريخ
قرية مجيريا من القرى القديمة، حيث وردت باسم «بلاجيم شنشور» في أعمال المنوفية ضمن قرى الروك الناصري التي أحصاها ابن الجيعان في كتاب «التحفة السنية بأسماء البلاد المصرية». وفي العصر العثماني وردت باسم «بلاجيم شنشور مجيريه» في التربيع العثماني الذي أجراه الوالي العثماني سليمان باشا الخادم في عصر السلطان العثماني سليمان القانوني ضمن قرى ولاية المنوفية، وفي تاريخ 1228هـ/1813م الذي عدّ قرى مصر بعد المسح الذي قام به محمد علي باشا باسم «مجيريا» ضمن قرى مديرية المنوفية.

## السكان
بلغ عدد سكان مجيريا وكفر مجاهد 12,065 نسمة، حسب الإحصاء الرسمي لعام 2006.